# Muitos Capões
Muitos Capões este un oraș în Rio Grande do Sul (RS), Brazilia.